# Énencourt-le-Sec
Énencourt-le-Sec is een plaats en voormalige gemeente in het Franse departement Oise in de regio Hauts-de-France en telt 195 inwoners (2005).De plaats maakt deel uit van het arrondissement Beauvais.

## Geschiedenis
Énencourt-le-Sec is op 1 januari 2019 gefuseerd met de gemeenten Boissy-le-Bois en Hardivillers-en-Vexin tot de gemeente La Corne-en-Vexin. 

## Geografie
De oppervlakte van Énencourt-le-Sec bedraagt 6,1 km², de bevolkingsdichtheid is 32,0 inwoners per km².
De onderstaande kaart toont de ligging van Énencourt-le-Sec met de belangrijkste infrastructuur en aangrenzende gemeenten.

## Demografie
Onderstaande figuur toont het verloop van het inwonertal.